# Arbeitsgemeinschaft sozialistischer Künstler
Die Arbeitsgemeinschaft sozialistischer Künstler war eine der nach dem Ende des NS-Staats in der sowjetischen Besatzungszone gebildeten losen lokalen Künstlergruppen, die zum gesellschaftlichen Neuaufbau beitragen wollten. Sie wurde im August 1945 vor allem auf Initiative von Fritz Duda in Berlin gegründet und orientierte sich an den Prinzipien der Assoziation revolutionärer bildender Künstler (ASSO). Sie hatte über 100 Mitglieder, viele davon vormals Mitglieder der ASSO.
Die Arbeitsgemeinschaft unterstützte die politische Arbeit der KPD bzw. der SED, u. a. durch die künstlerische Ausgestaltung von Veranstaltungen. Zugleich bemühte sie sich, für ihre Mitglieder ganz praktische Interessen wie die Berücksichtigung bei der Zuteilung der knappen Unterstützungen etwa bei Lebensmitteln, Brennkohle, Atelierräumen und Künstlerbedarf sowie der Berufung in Ausstellungsjurys durchzusetzen, und es gelang ihr, Einfluss im neuentstandenen Schutzverband bildender Künstler, der die Funktionen des 1933 aufgelösten Reichsverbands Bildender Künstler fortführte, zu erlangen.
Die Arbeitsgemeinschaft nahm enge Beziehungen zu namhaften bürgerlichen demokratischen Künstlern wie Karl Hofer und Max Pechstein auf, verhielt sich aber gegenüber anderen Künstlern, die sich in der NS-Zeit neutral verhalten hatten, deutlich distanziert.
Die Arbeitsgemeinschaft veranstaltete erste interne Ausstellungen im Gebäude der Landesleitung der KPD am August-Bebel-Platz und richtete, vor allem zur Förderung junger Künstler, ein grafisches Atelier mit Steindruckpresse ein. In der Straße Unter den Linden 40 gründete sie ein Verkaufs- und Ausstellungszentrum. Dieses wurde ab 1950 unter dem Namen Bild der Zeit vom Verband Bildender Künstler betrieben.
1949/1950 löste sich die Arbeitsgemeinschaft auf und integrierte sich in den neu gegründeten Verband Bildender Künstler Deutschlands.
Zu den Mitgliedern der Arbeitsgemeinschaft gehörten u. a. Alfred Beier-Red, Peter Paul Eickmeier, Ferdinand Friedrich, Paul Fuhrmann, Carola Gärtner-Scholle, Max Gebhard, Karl Gossow, Franz Edwin Gehrig-Targis, Ernst Jadzewski, Alice Lex-Nerlinger, Willi Palm, Paul Schultz-Liebisch und Horst Strempel.